# Omphalagria
Omphalagria é um gênero de traça pertencente à família Arctiidae.